# Csarnóta
Csarnóta es un pueblo ubicado en el distrito de Siklós, en el condado de Baranya, Hungría.

## Superficie
Posee una superficie de 5,330 kilómetros cuadrados.

## Demografía
Hasta 2019 la población era de 140 habitantes, con una densidad de población de 26,27 habitantes por kilómetro cuadrado.